# 海伦娜·坎塔库泽内
海伦娜·坎塔库泽内（希臘語：Ελένη Καντακουζηνή，1333年—1396年12月10日）是拜占庭皇帝约翰五世的皇后。

## 生平
海伦娜是约翰六世·坎塔库泽努斯之女。1341年安德洛尼卡三世去世后，年幼的皇子约翰五世·巴列奥略继位为拜占庭皇帝，约翰六世则作为摄政职掌帝国政务。此后约翰六世发动内战以期夺得皇位，最终双方于1347年修好，约翰六世承认约翰五世为共治皇帝。作为修好的见证，约翰六世将女儿海伦娜嫁给约翰五世。不过和平仅维持了数年，在贵族的帮助下，她的丈夫约翰五世于1354年亲政，她的父亲则被迫退位。
1376年，海伦娜之子安德洛尼卡四世推翻了他父亲约翰五世的皇位，并将他的两位弟弟狄奥多尔、曼努埃尔和他父亲一同关入牢中。海伦娜曾想居中调解，然而未果。1379年三人从牢中逃出，安德洛尼卡四世认为是海伦娜所为。在鄂圖曼帝國蘇丹穆拉德一世与威尼斯共和国的帮助下，约翰五世重新夺得皇位。安德洛尼卡四世被迫逃到加拉塔，并将他母亲海伦娜以及海伦娜年迈的父亲约翰六世与两位姊妹作为人质。当1381年约翰五世与安德洛尼卡四世签订和约后，她回到了君士坦丁堡。1391年丈夫约翰五世去世后，海伦娜成为了一名修女，并最终于1396年逝世。

## 子女
海伦娜与约翰五世育有的子女包括：
- 安德洛尼卡四世（1348年－1385年），1376年至1379年为拜占庭皇帝
- 伊琳娜·巴列奥略（约1349年－1362年后），嫁给海伦娜之姊狄奥多拉之子
- 曼努埃尔二世·巴列奥略（1350年－1425年），1391年至1425年为拜占庭皇帝
- 狄奥多尔一世（约1355年－1407年），摩里亚专制君主
- 米海尔·巴列奥略（英语：Michael Palaiologos (son of John V)）（？－1376年/1377年），特拉比松皇位觊觎者
- 玛丽亚·巴列奥略（？－1376年），被许配给穆拉德一世，但成婚前离世
- 一女，被许配给塞浦路斯国王彼得二世，可能不是伊琳娜或玛丽亚
- 另两位名字不详的女儿